# 3061 Cook
3061 Cook è un asteroide della fascia principale. Scoperto nel 1982, presenta un'orbita caratterizzata da un semiasse maggiore pari a 3,0947610 au e da un'eccentricità di 0,1894206, inclinata di 3,25872° rispetto all'eclittica.
L'asteroide è dedicato all'esploratore britannico James Cook.